# Kvarteret Gamlebo

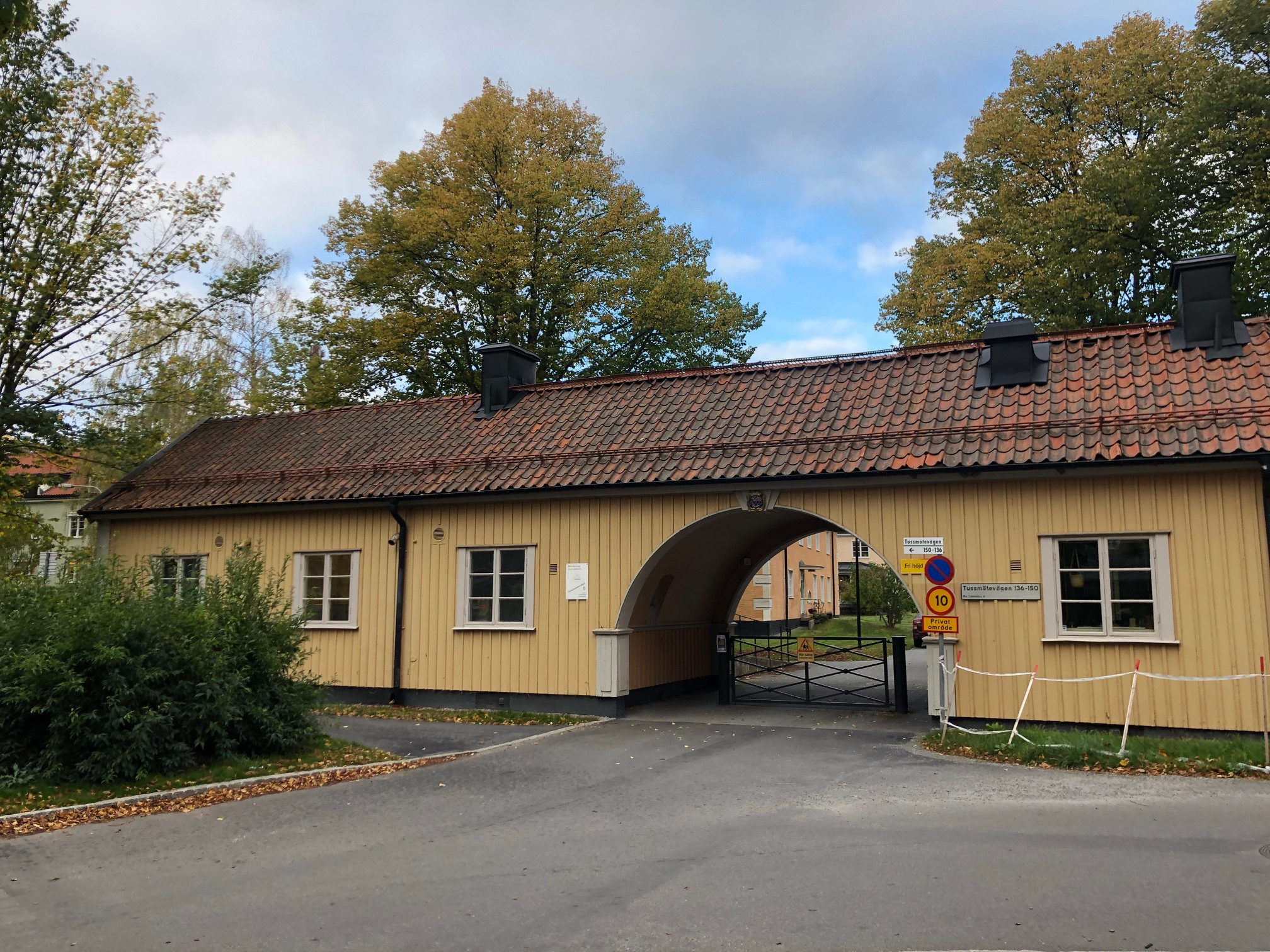
Kvarteret Gamlebo, porthus. Delen till vänster om valvet är tvättstuga, delen till höger numera bostadsrätt.

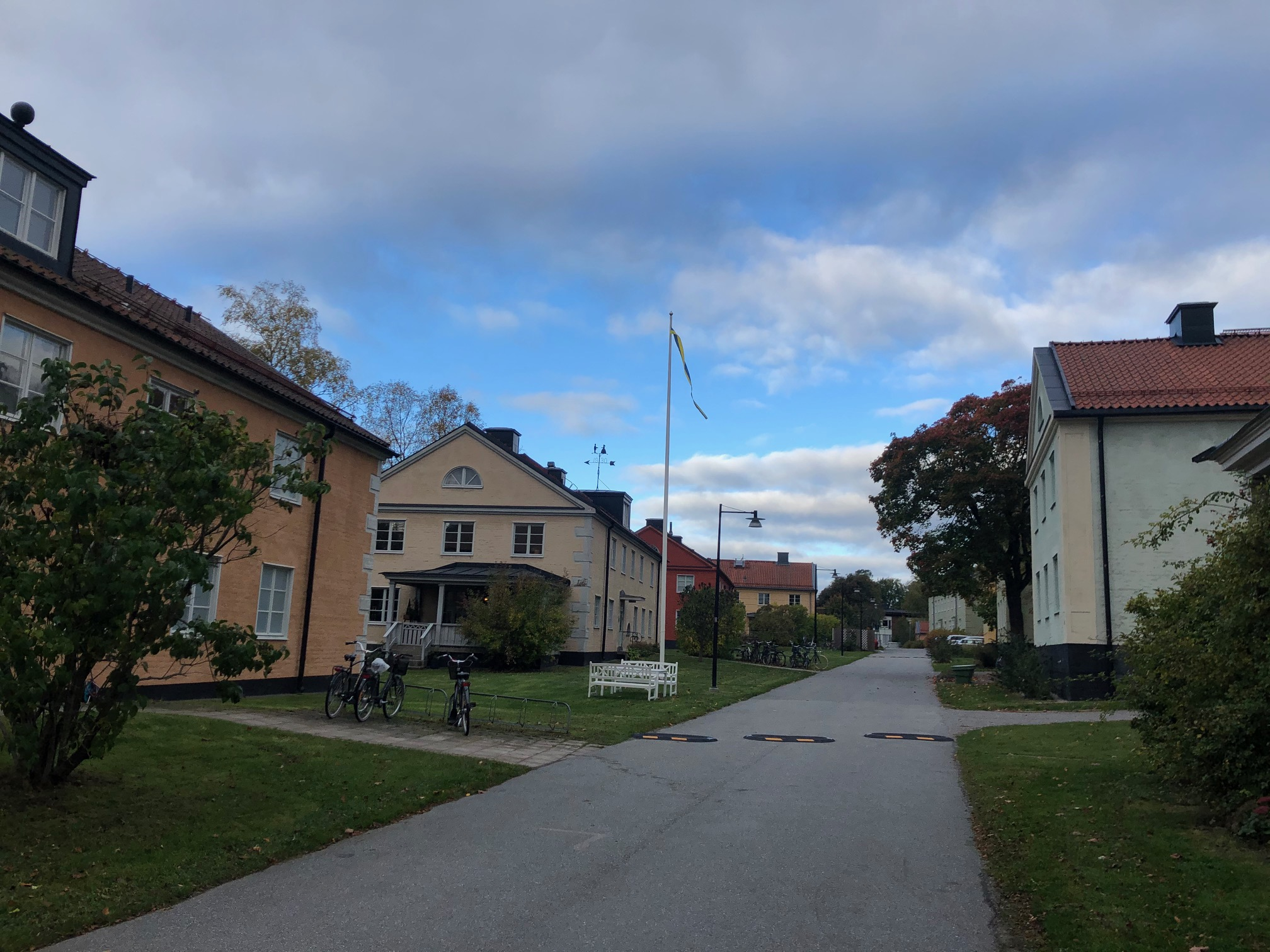
Kvarteret Gamlebo.

Kvarteret Gamlebo ligger i Stureby i Enskede söder om Stockholm, precis intill Svedmyra tunnelbanestation. Ursprungligen byggdes husen i kvarteret som Stockholms stads ålderdomshem Gamlebo, senare kallat Gammelbyns ålderdomshem. De ursprungliga tio bostadshusen i kvarteret Gamlebo 6 och 9 är idag bostadsrätter.

## Historik
Kvarteret Gamlebo stod klart år 1930, lagom till att spårvagnen genom Örbybanan invigdes med ett spårvagnsstopp på Tussmötevägen intill ålderdomshemmet. Husen ligger i Stureby, på gränsen till Svedmyra. När området byggdes tillhörde det Svedmyra och beroende på vilken karta man tittar på tillhör området ibland Svedmyra, ibland Stureby. Gränsen mellan Svedmyra och Stureby går vid Svedmyra tunnelbanestation.
Brf Gamlebo startades år 2002 då Peab byggt om de fyra husen (Tussmötevägen 188, 190, 192 och 194) till 26 bostadsrättslägenheter. Husen är kulturhistoriskt klassade med färgen grön enligt Stadsmuseet.
År 1923 beslutades det att ålderdomshemmet Gammelbyn skulle byggas som 400-årsminne sedan Gustav Vasas intåg i Stockholm 1523.

## Bebyggelsen
Redan 1915 omnämns byggandet av "De gamlas hem" antingen i Bromma eller Brännkyrka, för stadens gamla arbetare som kan få bo utanför staden när de blir gamla.
Att bygga ett ålderdomshem i Söderort bestämdes redan på 1920-talet och flera områden i Brännkyrka och Bromma föreslogs. Arkitekten till området, Theodor Kellgren, föreslog 1928 i ett utlåtande att tomten intill "Svedmyran" i Stureby var lämplig. Vattenledningar fanns redan framdragna i området 1928 medan avlopp och gas med lätthet kunde dras hit. Även spårvagn med Örbybanan planerades med ett stopp på Tussmötevägen precis intill ålderdomshemmet, Örbybanan invigdes 1930.

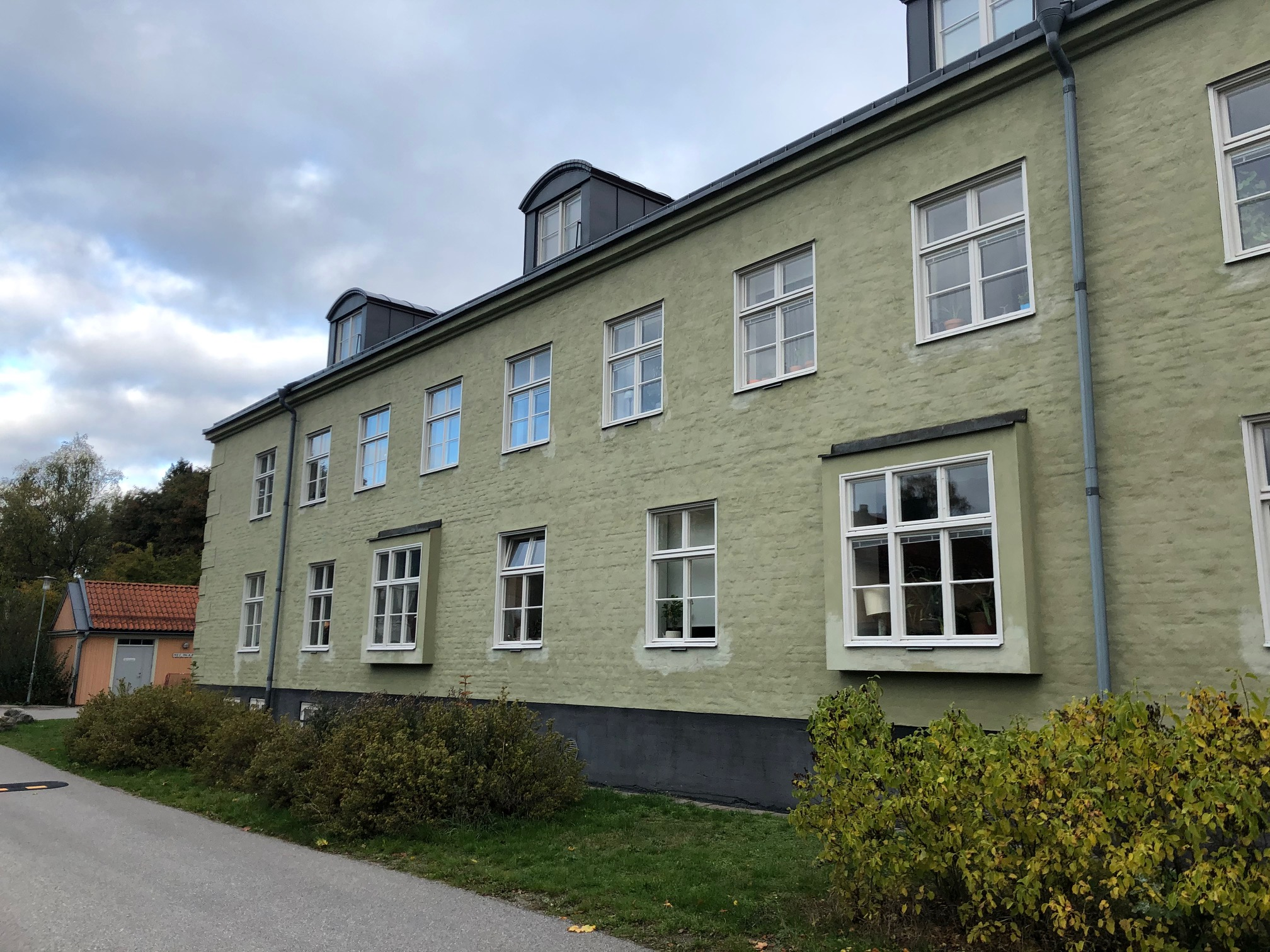
Kvarteret Gamlebo, hörnhus. Burspråk.

I ett utlåtande nr 76 med bilaga ställt till borgarrådet Wictor Karlsson diskuterar arkitekten Theodor Kellgren huruvida ålderdomshemmet i två våningar ska uppföras i sten eller trä. Träbyggnader kan uppföras billigt, men det kan även hus i sten eller tegel. I kvarteret Gamlebo 6 och 9 finns idag tolv hus som är omgjorda till bostadsrätter, ursprungligen användes tio hus till bostäder för ålderdomshemmet men idag ingår även porthuset närmast tunnelbanan och ett av uthusen bland bostadsrätterna. De fem bostadshus längs med Tussmötevägen och de fyra husen inne i kvarteret närmast tunnelbanan är alla utförda på liknande sätt i putsat tegel med sex fönsterlufter i två våningar och vind. Porthuset är däremot utfört i målad träpanel med ett stort valv i mitten med en grind som leder in till den lilla väg som går igenom bostadsområdet. Ena halvan av porthuset används som bostadshus medan andra halvan är tvättstuga. De resterande två husen består av ett hörnhus i två våningar och takvåning i putsat tegel och ett putsat gårdshus med stora portar.
De nio husen i två våningar och vind i putsat tegel liknar varandra men är harmoniskt varierade. Alla nio husen har varsin stor träveranda, där en av de tre öppningarna utgörs av en vägg med ett fönster. Verandorna är olika stora, med tak och bärs upp av pelare och en trappa leder ner till gräsmattan utanför. Vindarna är delvis öppnade ned till våningen under, så lägenheterna delvis får dubbel takhöjd med loft. Några av husen har balkong på kortsidan.

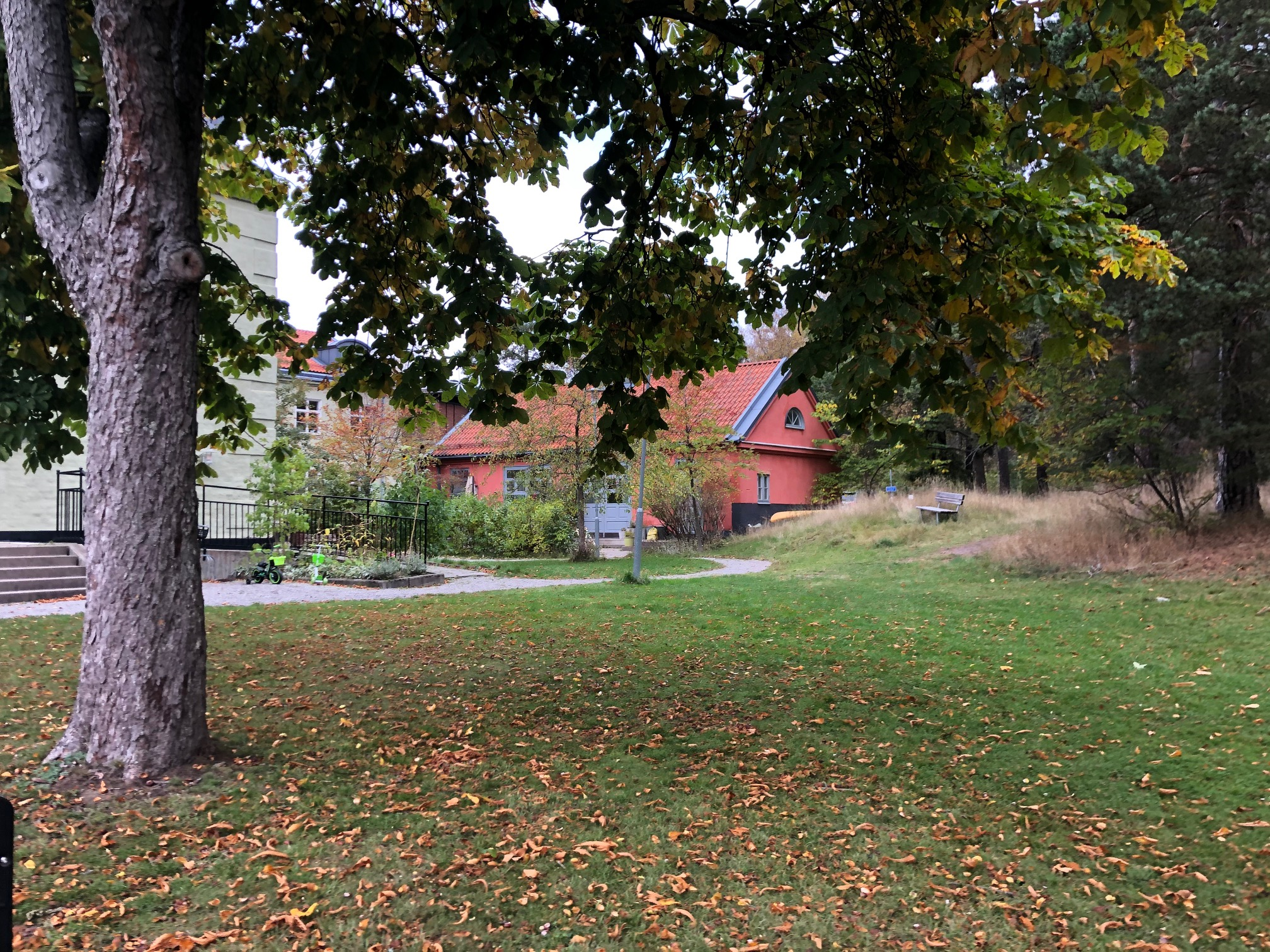
Kvarteret Gamlebo, gårdhus.

Hörnhuset skiljer sig lite från de övriga husen. Hörnhuset är större och djupare, med stora fönster i vindsvåningen. Längs med den lilla asfalterade gatan i området visar huset också flera lätt utstickande burspråk med nio fönsterlufter till skillnad från alla andra fönster som har sex stycken.
De nio putsade tegelhusen och hörnhuset liknar alla varandra men har detaljer som skiljer sig åt. Alla hus har hörnkedjor, men dessa är i vissa av fasaderna utstickande, målade i samma färg som fasaden, eller skiljer sig från färgen i fasaden. Det skapar en harmoni trots att de alla skiljer sig åt.